# عدنان الفرا
عدنان الفرا هو حاكم مصرف سورية المركزي السابق بالفترة بين (18 آب 1963 - 16 كانون الأول 1970)، وانتهت فترة خدمته بعد شهر من ترؤس حافظ الأسد (الرئيس السوري السابق) رئاسة الوزراء ووزير الدفاع في 21 من تشرين الثاني 1970.
حاصل على دكتوراه في العلوم الاقتصادية من جامعة جنيف في سويسرا، وشغل قبل توليه منصب حاكم المصرف منصب مدير في لجنة إدارة المصرف. اتسمت فترة حكمه بعدم الاستقرار السياسي والاقتصادي، لكنه أدى دورًا فعالًا في تحقيق استقرار سعر صرف الليرة السورية.